# 四元数環
数学において、体 F 上の四元数代数または四元数環（しげんすうかん、英: quaternion algebra）は F 上 4-次元の中心的単純環 A である。簡単に F-四元数環などとも呼ぶ。任意の四元数環は、その係数拡大（拡大体とのテンソル積）によって二次の全行列環になる。すなわち、基礎体 F の適当な拡大体 K を取れば
{\displaystyle A\otimes _{F}K\simeq M_{2}(K)}
なる同型が成立する。 
四元数環の概念は、古典的なハミルトンの四元数の概念を一般の体上に拡張したものと見ることができる。F = R（実数体）としたときの F-四元数環がハミルトンの四元数体であり、それは R 上の二次全行列環ではない四元数環として同型を除いて唯一のものである。

## 構造
ここでいう「四元数環」はハミルトン型の一般四元数の成す多元環よりももう少し広い意味になっている。基礎体 F の標数が 2 でない場合、F 上の任意の四元数環は 4-次元の F-線型空間として、基底 {1, i, j, k} に乗法規則
i2 = a, j2 = b, ij = k, ji = −k
を課したものとして記述することができる。ただし、a, b は所与の F の零でない元とする。少し計算すれば k2 = −ab となることがわかる（ハミルトンの四元数は F = R, a = b = −1 の場合）。F の標数が 2 の場合も先ほどと異なる基底を用いた明示的な記述をすることはできる。しかし、様々な事象において標数に依らずに一様な記述を適用するには、F 上 4-次元の中心的単純環として F-四元数環を定義したほうが都合がよい。

## 応用
四元数環は数論、特に二次形式論に応用を持つ。F-四元数環はブラウアー群 Br(F) の位数 2 の元によって生成されるという具体的な構造を持つ（適当な体、例えば代数的数体に対して、そのブラウアー群において指数 2 の任意の元は四元数環によって表される。メルクリエフの定理によれば、任意の体のブラウアー群の指数 2 の元の全体は四元数環のテンソル積として表される。）。特に、 p-進数体 Qp 上の四元数環の構成は、局所類体論における二次のヒルベルト記号として見ることができる。

## 分類
フロベニウスの定理から、実数体 R 上の四元数環は、R 上の二次全行列環とハミルトンの四元数体の二種類しかないことがわかる。 
同様に、任意の局所体 F 上の四元数環は全行列環と多元体の二種類だけだが、局所体上の四元数体は「ハミルトン型」の四元数ではないのがふつうである。例えば、p-進数体 Qp 上でハミルトン型の四元数環を考えると、それが多元体を成すのは p = 2 の場合のみであり、奇素数 p に対しては Qp 上の二次全行列環と同型になる。奇素数 p に対してハミルトン型の四元数環が多元体とならないことは、合同式 x2 + y2 = −1 mod p が解を持つこと、従ってヘンゼルの補題（これは p が奇素数でなくともよい）によって、方程式
x2 + y2 = −1
が p-進数解を持つことをみればよい。そうすれば、四元数  
xi + yj + k
はノルムが 0 となり、従って乗法逆元を持たない。
与えられた体 F 上の四元数環の同型類を分類するために、一つの方法として四元数環の同型類とその「ノルム形式」の同型類との間の一対一対応を利用することができる。
任意の四元数環 A に、A 上のノルム形式と呼ばれる二次形式 N が付随しており、N は A の各元 x, y に対して
{\displaystyle N(xy)=N(x)N(y)}
を満たす。F-四元数環のノルム形式となりうる二次形式は、フィスター 2-形式に他ならない。

## 有理数体上の四元数環
有理数体 Q 上の四元数環（有理四元数環）は、Q 上の二次体のと同様だがより複雑な算術理論をもつ。
B を Q 上の四元数環とし、Q の座 ν とそれによる Q の完備化を Qν（つまり、適当な素数 p に対する p-進数体Qp か実数体 R のいずれか）とすると、Qν 上の四元数環
{\displaystyle B_{\nu }:=\mathbb {Q} _{\nu }\otimes _{\mathbb {Q} }B}
が定まる。そしてこれは Qν 上の二次全行列環か多元体のどちらかになっているはずである。 
このとき、B が ν において分裂 (split) する、あるいは不分岐 (unramified) であるとは、Bν が Qν 上の二次全行列環に同型となることをいう。他方、Bν が Qν 上の多元体となるとき、B は ν において非分裂 (non-split) である、あるいは分岐 (ramified) するという。座 ∞ において分岐する四元数環を定符号四元数環（definite quaternion algebra）、それ以外の四元数環を不定符号四元数環（indefinite quaternion algebra）という。例えば、有理数係数のハミルトン四元数の全体は座 2 において分岐し、かつ全ての奇素数と ∞ において分裂する。有理数体上の二次全行列環はすべての座において不分岐である。
座 ∞ において分裂する有理四元数環は実二次体のアナロジーであり、∞ において分岐する有理四元数環は虚二次体のアナロジーである。このようなアナロジーは、生成元の最小多項式が分裂するとき二次体は実埋め込みをもち、そうでないとき非実埋め込みを持つことからきている。このアナロジーの強さの説明として、有理四元数環の整環における単数群に関係するものがある。それは「∞ で分裂する有理四元数環ならば無限群であり、さもなくば有限群である」というものである。これはちょうど「二次環の整環の単数群が、実二次のとき無限群、そうでないとき有限群である」という場合のアナロジーになっている。 
有理四元数環が分岐するような座の数は常に偶数であり、このことは有理数体上の二次の相互律に同値である。さらに、B が分岐するような座の全体は、多元環としての同型を除いて B を決定する（つまり、互いに同型でないような有理四元数環が、同じ分岐座の集合を共通して持つことはない）。B が分岐するような素数すべての積をとったものは B の判別式 (discriminant) と呼ばれる。

## 注記
1. ↑  (Peirce 1982, p. 14)補題
2. ↑  (Milies & Sehgal 2002) 2章、exercise 17
3. ↑  Voight 2022, p. 210.